# Philotrypesis longicornis
Philotrypesis longicornis is een vliesvleugelig insect uit de familie Pteromalidae. De wetenschappelijke naam is voor het eerst geldig gepubliceerd in 1921 door Grandi.